# Thisizima bubalopa
Thisizima bubalopa är en fjärilsart som beskrevs av Edward Meyrick 1911. Thisizima bubalopa ingår i släktet Thisizima och familjen äkta malar. Inga underarter finns listade i Catalogue of Life.